# Колядинец
Колядинец (укр. Колядинець) — село, Колядинецкий сельский совет, Роменский район, Сумская область, Украина.
Код КОАТУУ — 5923282601. Население по переписи 2001 года составляло 705 человек. Является административным центром Колядинецкого сельского совета, в который, кроме того, входят сёла Великий Лес,
Волково, Греки, Колесники и Костяны.

## Географическое положение
Село Колядинец вытянуто вдоль русла пересыхающего ручья на 5 км. На расстоянии до 1,5 км расположены сёла Колесники, Великий Лес, Греки и Костяны.

## История
- Село Колядинец основано в первой половине XIX века.
- Село указано на трехверстовке Полтавской области. Военно-топографическая карта.1869 года как хутор Колодинец.[2]

## Экономика
- Молочно-товарная ферма.
- «Колядинец», ООО.

## Объекты социальной сферы
- Школа.